# Vellalavellamonark
Vellalavellamonark (Symposiachrus nigrotectus) är en fågel i familjen monarker inom ordningen tättingar.

## Utbredning och systematik
Vellalavellamonark förekommer i Salomonöarna och delas upp i två underarter med följande utbredning:
- S. n. ganongae – förekommer på ön Ranongga
- S. n. nigrotectus – förekommer på ön Vella Lavella

Tidigare kategoriserades den som en del av Symposiachrus browni men urskiljs sedan 2024 som egen art efter studier som visar på skillnader i genetik och fjäderdräkt.

## Status
IUCN erkänner den inte som art, varför den inte placeras i någon hotkategori.